# Ямпільська сотня
Я́мпільська сотня — адміністративна одиниця Ніжинського полку в 17-18 століттях. Одна з так званих Засеймських сотень. Створена, імовірно, за часів Гетьмана Івана Брюховецького.

## Опис
За описом, зібраним істориком О. М. Лазеревським, Ямпільська сотня займала лісову місцевість на берегах правих приток річки Івотка.